# Список наград группы «Тату»
В списке представлены награды и номинации поп-группы t.A.T.u..

## MTV Video Music Awards
Премия MTV Video Music Awards (VMAs) вручается кабельной телесетью MTV за лучшие видеоклипы года, начиная с 1984 года.
| Год  | Номинируемая работа | Категория                         | Результат |
| ---- | ------------------- | --------------------------------- | --------- |
| 2001 | Я сошла с ума       | Vierwer Choice Best Russian Video | Победа    |

## World Music Awards
World Music Awards (WMAs; англ. Мировые музыкальные награды) — международная музыкальная премия, вручаемая ежегодно с 1989 года в Монте-Карло. Присуждается исполнителям по результатам мировых продаж их записей на основании данных Международной федерации производителей фонограмм.
| Год  | Номинируемая работа | Категория                                                             | Результат |
| ---- | ------------------- | --------------------------------------------------------------------- | --------- |
| 2003 | t.A.T.u.            | World’s Best Selling Pop Group Artist (Лучшая мировая поп-группа)     | Победа    |
| 2003 | t.A.T.u.            | World’s Best Selling Dance Group (Лучшая мировая танцевальная группа) | Победа    |
| 2003 | t.A.T.u.            | World’s Best Selling Duo (Лучшая мировой дуэт)                        | Победа    |

## 2001

### MTV Video Music Awards
- Победа в номинации «Зрительский выбор MTV Россия» («Viewer’s Choise Best Russian Video») за клип «Я сошла с ума»[2]

### Хит FM
- Победители «100-пудовый хит» радиостанции Хит FM за песню «Я сошла с ума»[3][4]

### «Золотой граммофон»
- Премия за песню «Нас не догонят»

## 2002

### IFPI
- Победители Международной федерации производителей фонограмм «IFPI Platinum Europe Award» за миллион проданных в Европе копий альбома «200 по встречной»[5]

### Хит FM
- Победители «100-пудовый хит» радиостанции Хит FM за песню «Нас не догонят»

### Национальная Российская Музыкальная Премия «ОВАЦИЯ»
- Победители в номинации «Песня Года» за «Нас не догонят»

### MTV Video Music Awards
• Победители в специальной номинации имени Элвиса Пресли «Признание Поколения» за достижения в музыкальной поп — индустрии

## 2003

### IFPI
- Премия Международной федерации производителей фонограмм «IFPI Platinum Europe Award» за миллион проданных в Европе копий альбома «200 km/h in the Wrong Lane»[6]

### NRJ Radio Awards
- Победители в номинации «Лучший интернациональный новый исполнитель»

### Russian dance music awards
- Победители в номинации «Лучшая национальная танцевальная группа»

### Премия «Движение-2003»
- Победители в номинации «Самая популярная группа»

### Хит FM
- Победители в номинации «100-пудовый хит» за «Не Верь, Не Бойся, Не Проси»

### Eska Music Awards
- Победители в номинации «Лучшая интернациональная группа»
- Победители в номинации «Лучший интернациональный альбом» за «200 km/h in the Wrong Lane»

### World Music Awards
- Победители в номинации «Лучшая мировая поп-группа», «Лучшая мировая танцевальная группа», «Лучший мировой дуэт»

### Премия Муз-ТВ
- Победа в номинации «Лучшее видео» за клип «Простые движения»[7]

### «Евровидение»
- Третье место на конкурсе «Евровидение» с песней «Не верь, не бойся, не проси»
- Первое место в Barbara Dex Award 2003.

## 2004

### MTV Asia Awards
- Победа в номинации «Прорыв года»

### Japan Gold Disc Award
- Победа в номинации «Лучший новый артист»
- Победа в номинации «Рок-альбом года»

## 2005

### FMH Music TV
#5 в чарте «Самые сексуальные» за «All The Things She Said»

## 2006

### ЖурналGQ Russia
- Победа в номинации «Женщина года»

### ZD Awards
- Специальная награда «За вклад в Российский шоу-бизнес»

### MTV Russian Music Awards
- Победа в номинации «Лучшее видео» за клип «All About Us»

### Премия Муз-ТВ
- Победа в номинации «Лучшая поп-группа»[8]
- Победа в номинации «Лучшая песня» за «All About Us»
- Победа в номинации «Лучшее видео» за «All About Us»

## 2007

### Maxim Russia «Топ-100 самых сексуальных девушек»
- Юля Волкова на #15 месте
- Лена Катина на #51 месте

### Popov Radio Awards
- Специальная награда «Распространение русской музыки во всём мире»

### Jabra Music Awards
- Победа в номинации «Лучшая группа в мире»

### РейтингForbes«Топ-50 богатых звёзд России»
- #36 место

## 2008

### MTV Russian Music Awards
- Премия в номинации «Легенда MTV»[9]

### Poland Comet Awards 2008
- Специальная награда за песни «Белый Плащик» и «220».

### Журнал Billboard
- #77 место в чарте «100 самых экзотических голосов мира»

### Viva Channel Germany
- #3 за «All The Things She Said" в «Хиты всех времен»

## 2009

### MTV Russian Music Awards
- «Лучшее видео 2008 года» — «t.A.T.u. — 220»